# مانويل استيبان سوتو
مانويل استيبان سوتو (بالإسبانية: Manuel Esteban Soto)‏ هو منافس ألعاب قوى كولومبي، ولد في 28 يناير 1994 في Pitalito ‏ في كولومبيا.

## وصلات خارجية
- مانويل استيبان سوتو على موقع الاتحاد الدولي لألعاب القوى (الإنجليزية)
- مانويل استيبان سوتو على موقع أوليمبيديا (الإنجليزية)